# Їржина Богдалова
Їржина Богдалова (нар. 3 травня 1931, Прага, Чехословаччина, тепер Чехія) — чеська актриса, почала зніматися в театрі та кіно в ранньому віці. З третьої спроби вступила на театральний факультет Академії виконавських мистецтв у Празі (DAMU). За запрошенням Яна Веріха приєдналася до трупи актора в театрі ABC. Пізніше виступала в багатьох «Міських театрах Праги» (Městská divadla pražská). З 1967-го постійно працює в «Театрі на Виноградах». Богдалова стала популярною актрисою озвучення, особливо для телевізійних персонажів у дитячих історіях, включаючи «Казки з моху та папороті» (Pohádky z mechu a kapradí, 1968), «Маленький Ридман» (Rákosníček, 1977), «Маленька відьма» (Malá čarodějnice, 1984), «Про Піксі Ракочайл» (O skřítku Racochejlovi, 1997) тощо. Багато разів виступала в різних казках, новелах, телевізійних фільмах, серіалах, виставах та багатьох власних програмах.
Виграла дві нагороди «Чеський лев» за ролі в «Несмртельній тітці» та «Фані». Має доньку, актрису Симону Сташову.
Служба держбезпеки Чехословаччини (StB) невдало намагалася шантажувати Богдалову, вимагаючи, щоб вона стала інформатором. Після публікації реєстру співробітників StB, який включав її ім'я, вона розказала про це.